# Tour des Fjords 2014
De 7e editie van de Tour des Fjords vond in 2014 plaats van 28 mei tot en met 1 juni. De start was in Bergen, de finish in Stavanger. De ronde maakte deel uit van de UCI Europe Tour 2014, in de categorie 2.1. In 2013 won de Rus Sergej Tsjernetski. Dit jaar won de Noor Alexander Kristoff.

## Deelnemende ploegen
| WorldTour    | ProContinentaal             | Continentaal            |
| ------------ | --------------------------- | ----------------------- |
| Cannondale   | Caja Rural-Seguros RGA      | FixIT.no                |
| Katjoesja    | MTN-Qhubeka                 | Joker                   |
| Tinkoff-Saxo | Topsport Vlaanderen-Baloise | Øster Hus-Ridley        |
|              | Unitedhealthcare            | Ringeriks-Kraft         |
|              | Wanty-Groupe Gobert         | Sparebanken Sør         |
|              |                             | ActiveJet               |
|              |                             | Cult Energy Vital Water |
|              |                             | FireFighters Upsala     |
|              |                             | Madsion Genesis         |
|              |                             | Rabobank DT             |
|              |                             | TreFor-Blue Water       |

## Etappe-overzicht
| etappe | datum  | start      | finish    | type      | afstand  | winnaar            | klassementsleider  |
| ------ | ------ | ---------- | --------- | --------- | -------- | ------------------ | ------------------ |
| 1e     | 28 mei | Bergen     | Ulvik     | Heuvelrit | 161 km   | Jérôme Baugnies    | Jérôme Baugnies    |
| 2e     | 29 mei | Eidfjord   | Haugesund | Heuvelrit | 203,2 km | Alexander Kristoff | Alexander Kristoff |
| 3e     | 30 mei | Hjelmeland | Forsand   | Heuvelrit | 163 km   | Magnus Cort        | Magnus Cort        |
| 4e     | 31 mei | Forus      | Stavanger | Heuvelrit | 179 km   | Alexander Kristoff | Magnus Cort        |
| 5e     | 1 juni | Risavika   | Stavanger | Heuvelrit | 171,3 km | Alexander Kristoff | Alexander Kristoff |

## Etappe-uitslagen

### 1e etappe
| Bergen – Ulvik (161 km) |                    |                             |          |
| Plaats                  | Naam               | Ploeg                       | Tijd     |
| Winnaar                 | Jérôme Baugnies    | Wanty-Groupe Gobert         | 3u52'54" |
| 2                       | Magnus Cort        | Cult Energy Vital Water     | z.t.     |
| 3                       | Sondre Holst Enger | Sparebanken Sør             | z.t.     |
| 4                       | Nikolaj Troesov    | Tinkoff-Saxo                | z.t.     |
| 5                       | Alexander Kristoff | Katjoesja                   | z.t.     |
| 6                       | Kristian Sbaragli  | MTN-Qhubeka                 | z.t.     |
| 7                       | Pieter Jacobs      | Topsport Vlaanderen-Baloise | z.t.     |
| 8                       | Alberto Bettiol    | Cannondale                  | z.t.     |
| 9                       | Patrick Clausen    | TreFor-Blue Water           | z.t.     |
| 10                      | Gregory Habeaux    | Wanty-Groupe Gobert         | z.t.     |
|                         |                    |                             |          |
| 11                      | Marc de Maar       | Unitedhealthcare            | z.t.     |

| Algemeen klassement |                    |                             |          |
| Plaats              | Naam               | Ploeg                       | Tijd     |
| Gele trui           | Jérôme Baugnies    | Wanty-Groupe Gobert         | 3u52'44" |
| 2                   | Magnus Cort        | Cult Energy Vital Water     | + 4"     |
| 3                   | Sondre Holst Enger | Sparebanken Sør             | + 6"     |
| 4                   | Thomas Sprengers   | Topsport Vlaanderen-Baloise | + 7"     |
| 5                   | Nikolaj Troesov    | Tinkoff-Saxo                | + 10"    |
| 6                   | Alexander Kristoff | Katjoesja                   | z.t.     |
| 7                   | Kristian Sbaragli  | MTN-Qhubeka                 | z.t.     |
| 8                   | Pieter Jacobs      | Topsport Vlaanderen-Baloise | z.t.     |
| 9                   | Alberto Bettiol    | Cannondale                  | z.t.     |
| 10                  | Patrick Clausen    | TreFor-Blue Water           | z.t.     |
|                     |                    |                             |          |
| 12                  | Marc de Maar       | Unitedhealthcare            | z.t.     |

### 2e etappe
| Eidfjord - Haugesund (203,2 km) |                    |                             |          |
| Plaats                          | Naam               | Ploeg                       | Tijd     |
| Winnaar                         | Alexander Kristoff | Katjoesja                   | 5u01'04" |
| 2                               | Tom Van Asbroeck   | Topsport Vlaanderen-Baloise | z.t.     |
| 3                               | Sondre Holst Enger | Sparebanken Sør             | z.t.     |
| 4                               | Nikolaj Troesov    | Tinkoff-Saxo                | z.t.     |
| 5                               | Thomas Sprengers   | Topsport Vlaanderen-Baloise | z.t.     |
| 6                               | Alessandro Bazzana | Unitedhealthcare            | z.t.     |
| 7                               | Francesco Lasca    | Caja Rural-Seguros RGA      | z.t.     |
| 8                               | Kristian Sbaragli  | MTN-Qhubeka                 | z.t.     |
| 9                               | Marco Marcato      | Cannondale                  | z.t.     |
| 10                              | Floris Gerts       | Rabobank DT                 | z.t.     |

| Algemeen klassement |                    |                             |          |
| Plaats              | Naam               | Ploeg                       | Tijd     |
| Gele trui           | Alexander Kristoff | Katjoesja                   | 8u53'45" |
| 2                   | Jérôme Baugnies    | Wanty-Groupe Gobert         | + 3"     |
| 3                   | Sondre Holst Enger | Sparebanken Sør             | + 5"     |
| 4                   | Magnus Cort        | Cult Energy Vital Water     | + 7"     |
| 5                   | Thomas Sprengers   | Topsport Vlaanderen-Baloise | + 10"    |
| 6                   | Ángel Madrazo      | Caja Rural-Seguros RGA      | z.t.     |
| 7                   | Nikolaj Troesov    | Tinkoff-Saxo                | + 11"    |
| 8                   | Alberto Bettiol    | Cannondale                  | + 12"    |
| 9                   | Kristian Sbaragli  | MTN-Qhubeka                 | + 13"    |
| 10                  | Patrick Clausen    | TreFor-Blue Water           | z.t.     |
|                     |                    |                             |          |
| 12                  | Floris Gerts       | Rabobank DT                 | z.t.     |

### 3e etappe
| Hjelmeland - Forsand (163 km) |                          |                         |          |
| Plaats                        | Naam                     | Ploeg                   | Tijd     |
| Winnaar                       | Magnus Cort              | Cult Energy Vital Water | 4u11'09" |
| 2                             | Michael Valgren Andersen | Tinkoff-Saxo            | z.t.     |
| 3                             | Jérôme Baugnies          | Wanty-Groupe Gobert     | z.t.     |
| 4                             | Marc de Maar             | Unitedhealthcare        | z.t.     |
| 5                             | Marco Marcato            | Cannondale              | z.t.     |
| 6                             | Alessandro De Marchi     | Cannondale              | z.t.     |
| 7                             | Sam Oomen                | Rabobank DT             | + 3"     |
| 8                             | Bruno Pires              | Tinkoff-Saxo            | z.t.     |
| 9                             | Lasse Bøchman            | Cult Energy Vital Water | z.t.     |
| 10                            | Alexander Kristoff       | Katjoesja               | + 10"    |

| Algemeen klassement |                          |                         |           |
| Plaats              | Naam                     | Ploeg                   | Tijd      |
| Gele trui           | Magnus Cort              | Cult Energy Vital Water | 13u04'51" |
| 2                   | Jérôme Baugnies          | Wanty-Groupe Gobert     | + 2"      |
| 3                   | Michael Valgren Andersen | Tinkoff-Saxo            | + 10"     |
| 4                   | Alexander Kristoff       | Katjoesja               | + 13"     |
| 5                   | Marco Marcato            | Cannondale              | + 16"     |
| 6                   | Marc de Maar             | Unitedhealthcare        | z.t.      |
| 7                   | Sondre Holst Enger       | Sparebanken Sør         | + 18"     |
| 8                   | Sam Oomen                | Rabobank DT             | + 19"     |
| 9                   | Lasse Bøchman            | Cult Energy Vital Water | z.t.      |
| 10                  | Bruno Pires              | Tinkoff-Saxo            | z.t.      |

### 4e etappe
| Forus - Stavanger (179 km) |                          |                             |          |
| Plaats                     | Naam                     | Ploeg                       | Tijd     |
| Winnaar                    | Alexander Kristoff       | Katjoesja                   | 4u27'20" |
| 2                          | Magnus Cort              | Cult Energy Vital Water     | z.t.     |
| 3                          | Sondre Holst Enger       | Sparebanken Sør             | z.t.     |
| 4                          | Michael Valgren Andersen | Tinkoff-Saxo                | z.t.     |
| 5                          | Jérôme Baugnies          | Wanty-Groupe Gobert         | z.t.     |
| 6                          | Marc de Maar             | Unitedhealthcare            | z.t.     |
| 7                          | Marco Marcato            | Cannondale                  | z.t.     |
| 8                          | Sven Erik Bystrøm        | Øster Hus-Ridley            | z.t.     |
| 9                          | Michel Kreder            | Wanty-Groupe Gobert         | z.t.     |
| 10                         | Tim Declercq             | Topsport Vlaanderen-Baloise | z.t.     |

| Algemeen klassement |                          |                         |           |
| Plaats              | Naam                     | Ploeg                   | Tijd      |
| Gele trui           | Magnus Cort              | Cult Energy Vital Water | 17u32'05" |
| 2                   | Jérôme Baugnies          | Wanty-Groupe Gobert     | + 8"      |
| 3                   | Alexander Kristoff       | Katjoesja               | + 9"      |
| 4                   | Michael Valgren Andersen | Tinkoff-Saxo            | + 16"     |
| 5                   | Sondre Holst Enger       | Sparebanken Sør         | + 20"     |
| 6                   | Marco Marcato            | Cannondale              | + 22"     |
| 7                   | Marc de Maar             | Unitedhealthcare        | z.t.      |
| 8                   | Sam Oomen                | Rabobank DT             | + 25"     |
| 9                   | Alessandro De Marchi     | Cannondale              | + 31"     |
| 10                  | Davide Formolo           | Cannondale              | + 32"     |

### 5e etappe
| Risavika - Stavanger (171,3 km) |                    |                             |          |
| Plaats                          | Naam               | Ploeg                       | Tijd     |
| Winnaar                         | Alexander Kristoff | Katjoesja                   | 3u57'23" |
| 2                               | Nikolaj Troesov    | Tinkoff-Saxo                | z.t.     |
| 3                               | Tom Van Asbroeck   | Topsport Vlaanderen-Baloise | z.t.     |
| 4                               | Alessandro Bazzana | Unitedhealthcare            | z.t.     |
| 5                               | Marco Marcato      | Cannondale                  | z.t.     |
| 6                               | Francesco Lasca    | Caja Rural-Seguros RGA      | z.t.     |
| 7                               | Sondre Holst Enger | Sparebanken Sør             | z.t.     |
| 8                               | Gregory Habeaux    | Wanty-Groupe Gobert         | z.t.     |
| 9                               | Davide Formolo     | Cannondale                  | z.t.     |
| 10                              | Magnus Cort        | Cult Energy Vital Water     | z.t.     |
|                                 |                    |                             |          |
| 11                              | Floris Gerts       | Rabobank DT                 | z.t.     |

## Eindklassementen
| Plaats    | Naam                     | Ploeg                       | Tijd      |
| --------- | ------------------------ | --------------------------- | --------- |
| Gele trui | Alexander Kristoff       | Katjoesja                   | 21u29'27" |
| 2         | Magnus Cort              | Cult Energy Vital Water     | + 1"      |
| 3         | Jérôme Baugnies          | Wanty-Groupe Gobert         | + 9"      |
| 4         | Michael Valgren Andersen | Tinkoff-Saxo                | + 17"     |
| 5         | Sondre Holst Enger       | Sparebanken Sør             | + 21"     |
| 6         | Marco Marcato            | Cannondale                  | + 23"     |
| 7         | Marc de Maar             | Unitedhealthcare            | z.t.      |
| 8         | Sam Oomen                | Rabobank DT                 | + 24"     |
| 9         | Alessandro De Marchi     | Cannondale                  | + 30"     |
| 10        | Sven Erik Bystrøm        | Øster Hus-Ridley            | z.t.      |
| 11        | Tim Declercq             | Topsport Vlaanderen-Baloise | + 32"     |
| 12        | Davide Formolo           | Cannondale                  | + 33"     |
| 13        | Michel Kreder            | Wanty-Groupe Gobert         | z.t.      |
| 14        | Michael Olsson           | Ringeriks-Kraft             | z.t.      |
| 15        | Rasmus Mygind            | TreFor-Blue Water           | z.t.      |
| 16        | Nikolaj Troesov          | Tinkoff-Saxo                | + 37"     |
| 17        | Bruno Pires              | Tinkoff-Saxo                | + 38"     |
| 18        | Gregory Habeaux          | Wanty-Groupe Gobert         | + 39"     |
| 19        | Ángel Madrazo            | Caja Rural-Seguros RGA      | + 40"     |
| 20        | Javier Aramendia         | Caja Rural-Seguros RGA      | + 41"     |

| Plaats      | Naam               | Ploeg                   | Punten |
| ----------- | ------------------ | ----------------------- | ------ |
| Groene trui | Alexander Kristoff | Katjoesja               | 77     |
| 2           | Magnus Cort        | Cult Energy Vital Water | 53     |
| 3           | Sondre Holst Enger | Sparebanken Sør         | 48     |
|             |                    |                         |        |
| 4           | Jérôme Baugnies    | Wanty-Groupe Gobert     | 44     |
| 9           | Marc de Maar       | Unitedhealthcare        | 20     |

| Plaats        | Naam            | Ploeg                       | Punten |
| ------------- | --------------- | --------------------------- | ------ |
| Bolletjestrui | Amets Txurruka  | Caja Rural-Seguros RGA      | 17     |
| 2             | Tsgabu Grmay    | MTN-Qhubeka                 | 10     |
| 3             | Manuele Boaro   | Tinkoff-Saxo                | 8      |
|               |                 |                             |        |
| 7             | Martijn Tusveld | Rabobank DT                 | 6      |
| 9             | Pieter Jacobs   | Topsport Vlaanderen-Baloise | 5      |

| Plaats     | Naam                     | Ploeg                       | Tijd      |
| ---------- | ------------------------ | --------------------------- | --------- |
| Witte trui | Magnus Cort              | Cult Energy Vital Water     | 21u29'28" |
| 2          | Michael Valgren Andersen | Tinkoff-Saxo                | + 16"     |
| 3          | Sondre Holst Enger       | Sparebanken Sør             | + 20"     |
|            |                          |                             |           |
| 4          | Sam Oomen                | Rabobank DT                 | + 23"     |
| 6          | Tim Declercq             | Topsport Vlaanderen-Baloise | + 31"     |

| Plaats | Ploeg               | Tijd      |
| ------ | ------------------- | --------- |
|        | Cannondale          | 64u29'40" |
| 2      | Wanty-Groupe Gobert | + 22"     |
| 3      | Tinkoff-Saxo        | + 27"     |
|        |                     |           |
| 4      | Rabobank DT         | + 37"     |

## Klassementenverloop
| Etappe       | Winnaar            | Algemeen klassement · | Puntenklassement · | Bergklassement · | Jongerenklassement · | Ploegenklassement           |
| ------------ | ------------------ | --------------------- | ------------------ | ---------------- | -------------------- | --------------------------- |
| 1            | Jérôme Baugnies    | Jérôme Baugnies       | Jérôme Baugnies    | Amets Txurruka   | Magnus Cort          | Wanty-Groupe Gobert         |
| 2            | Alexander Kristoff | Alexander Kristoff    | Alexander Kristoff | Tsgabu Grmay     | Sondre Holst Enger   | Topsport Vlaanderen-Baloise |
| 3            | Magnus Cort        | Magnus Cort           | Alexander Kristoff | Amets Txurruka   | Magnus Cort          | Cannondale                  |
| 4            | Alexander Kristoff | Magnus Cort           | Alexander Kristoff | Amets Txurruka   | Magnus Cort          | Cannondale                  |
| 5            | Alexander Kristoff | Alexander Kristoff    | Alexander Kristoff | Amets Txurruka   | Magnus Cort          | Cannondale                  |
| 0Eindstanden | 0Eindstanden       | Alexander Kristoff    | Alexander Kristoff | Amets Txurruka   | Magnus Cort          | Cannondale                  |

## UCI Europe Tour
In deze Tour des Fjords waren punten te verdienen voor de ranking in de UCI Europe Tour 2014. Enkel renners die uitkwamen voor een (pro-)continentale ploeg, maakten aanspraak om punten te verdienen.
| Positie                      | 1e | 2e | 3e | 4e | 5e | 6e | 7e | 8e | 9e | 10e | 11e | 12e |
| Eindklassement               | 80 | 56 | 32 | 24 | 20 | 16 | 12 | 8  | 7  | 6   | 5   | 3   |
| Per etappe                   | 16 | 11 | 6  | 5  | 4  | 2  |    |    |    |     |     |     |
| Drager leiderstrui (per dag) | 8  |    |    |    |    |    |    |    |    |     |     |     |

| #  | Renner             | Ploeg                       | Punten |
| -- | ------------------ | --------------------------- | ------ |
| 1  | Magnus Cort        | Cult Energy Vital Water     | 110    |
| 2  | Jérôme Baugnies    | Wanty-Groupe Gobert         | 66     |
| 3  | Sondre Holst Enger | Sparebanken Sør             | 38     |
| 4  | Marc de Maar       | Unitedhealthcare            | 19     |
| 5  | Tom Van Asbroeck   | Topsport Vlaanderen-Baloise | 17     |
| 6  | Sam Oomen          | Rabobank DT                 | 8      |
| 7  | Alessandro Bazzana | Unitedhealthcare            | 7      |
| 8  | Sven Erik Bystrøm  | Øster Hus-Ridley            | 6      |
| 9  | Tim Declercq       | Topsport Vlaanderen-Baloise | 5      |
| 10 | Thomas Sprengers   | Topsport Vlaanderen-Baloise | 4      |
| 11 | Kristian Sbaragli  | MTN-Qhubeka                 | 2      |
| 11 | Francesco Lasca    | Caja Rural-Seguros RGA      | 2      |

Etappewedstrijden

 Ster van Bessèges ·
 Ronde van de Middellandse Zee ·
 Ruta del Sol ·
 Ronde van de Algarve ·
 Ronde van de Haut-Var ·
 Driedaagse van West-Vlaanderen ·
 Internationale Wielerweek ·
 Internationaal Wegcriterium ·
 Driedaagse van De Panne-Koksijde ·
 Ronde van de Sarthe ·
 Ronde van Trentino ·
 Ronde van Turkije ·
 Vierdaagse van Duinkerke ·
 Ronde van Azerbeidzjan ·
 Szlakiem Grodów Piastowskich ·
 Ronde van Castilië en León ·
 Ronde van Picardië ·
 Ronde van Noorwegen ·
 World Ports Classic ·
 Ronde van Beieren ·
 Ronde van België ·
 Tour des Fjords ·
 Ronde van Estland ·
 Ronde van Luxemburg ·
 Boucles de la Mayenne ·
 Ster ZLM Toer ·
 Ronde van Slovenië ·
 Route du Sud ·
 Ronde van Oostenrijk ·
 Sibiu Cycling Tour ·
 Ronde van Wallonië ·
 Ronde van Portugal ·
 Ronde van Denemarken ·
 Ronde van de Ain ·
 Ronde van Burgos ·
 Arctic Race of Norway ·
 Ronde van de Limousin ·
 Ronde van Poitou-Charentes ·
 Ronde van Groot-Brittannië ·
 Ronde van Gévaudan Languedoc-Roussillon ·
 Eurométropole Tour
Eendaagse wedstrijden

 GP La Marseillaise ·
 Grote Prijs van de Etruskische Kust ·
 Trofeo Palma ·
 Trofeo Ses Salines ·
 Trofeo Serra de Tramuntana ·
 Trofeo Platja de Muro ·
 Trofeo Laigueglia ·
 Ronde van Murcia ·
 Omloop Het Nieuwsblad ·
 Classic Sud Ardèche ·
 GP Lugano ·
 Clásica de Almería ·
 Kuurne-Brussel-Kuurne ·
 La Drôme Classic ·
 Le Samyn ·
 GP Città di Camaiore ·
 Strade Bianche ·
 Roma Maxima ·
 Ronde van Drenthe ·
 Dwars door Drenthe ·
 Nokere Koerse ·
 GP Nobili Rubinetterie ·
 Handzame Classic ·
 Classic Loire-Atlantique ·
 Grote Prijs van Cholet-Pays de Loire ·
 Dwars door Vlaanderen ·
 Route Adélie de Vitré ·
 Volta Limburg Classic ·
 Grote Prijs Miguel Indurain ·
 Ronde van La Rioja ·
 Scheldeprijs ·
 GP Cerami ·
 Klasika Primavera ·
 Parijs-Camembert ·
 Brabantse Pijl ·
 GP Denain ·
 Ronde van de Finistère ·
 Tro Bro Léon ·
 Ronde van Keulen ·
 La Roue Tourangelle ·
 Rund um den Finanzplatz Eschborn-Frankfurt ·
 Ronde van de Somme ·
 ProRace Berlin ·
 Grote Prijs van Plumelec ·
 Boucles de l'Aulne ·
 Ronde van Zeeland Seaports ·
 GP Kanton Aargau ·
 Ronde van Limburg ·
 Ronde van de Apennijnen ·
 Halle-Ingooigem ·
 Prueba Villafranca de Ordizia ·
 GP Industria & Artigianato-Larciano ·
 Ronde van Toscane ·
 Circuito de Getxo ·
 Polynormande ·
 RideLondon Classic ·
 GP Stad Zottegem ·
 Arnhem-Veenendaal Classic ·
 Châteauroux Classic de l'Indre ·
 Druivenkoers Overijse ·
 Brussels Cycling Classic ·
 GP Fourmies ·
 Ronde van de Doubs ·
 GP Jef Scherens ·
 Coppa Bernocchi ·
 GP van Wallonië ·
 Coppa Agostoni ·
 Ronde van de Drie Valleien ·
 Kampioenschap van Vlaanderen ·
 Grote Prijs Impanis-Van Petegem ·
 Memorial Marco Pantani ·
 GP Industria & Commercio di Prato ·
 GP van Isbergues ·
 Omloop van het Houtland ·
 Duo Normand ·
 Milaan-Turijn ·
 Ronde van het Münsterland ·
 Ronde van de Vendée ·
 Memorial Frank Vandenbroucke ·
 Coppa Sabatini ·
 Parijs-Bourges ·
 Ronde van Emilia ·
 Parijs-Tours ·
 GP Beghelli ·
 Nationale Sluitingsprijs ·
 Chrono des Nations